# Osteochilus serokan
Osteochilus serokan (danh pháp hai phần: Osteochilus serokan) là một loài cá thuộc chi Cá mè phương nam trong họ Cá chép. Loài cá này sinh sống ở Đông Nam Á.